# (13615) Manulis
(13615) Manulis est un astéroïde de la ceinture principale.

## Description
(13615) Manulis est un astéroïde de la ceinture principale. Il fut découvert le 28 novembre 1994 à l'Observatoire Palomar par Carolyn S. Shoemaker et David H. Levy. Il présente une orbite caractérisée par un demi-grand axe de 2,60 UA, une excentricité de 0,21 et une inclinaison de 12,7° par rapport à l'écliptique.

## Compléments